# Римский-Корсаков, Андрей Владимирович
Андрей Владимирович Римский-Корсаков (29 августа 1910 ― 2002) ― советский акустик, педагог. Доктор физико-математических наук, профессор. Один из разработчиков эмиритона, одного из первых в СССР электромузыкальных инструментов.

## Биография
Андрей Владимирович Римский-Корсаков был внуком русского композитора Н. А. Римского-Корсакова и представителем старинного дворянского рода Римских-Корсаковых. Родился 29 августа 1910 года в Санкт-Петербурге. Отец, Владимир Николаевич, имел двойное высшее образование, мать, Ольга Артемьевна Гильянова, была выпускницей Смольного института. В семье было принято говорить на французском языке.
Андрей Владимирович получил прекрасное образование, обучался в немецкой общеобразовательной и параллельно в музыкальной школах, затем в Ленинградской консерватории и Ленинградском политехническом институте.
Сочетание музыкального образования со знанием технических наук создали благоприятную основу для успешной работы Андрея Владимировича (с 1932 года) в научно-исследовательском институте музыкальной промышленности, который был организован по инициативе академика Н. Н. Андреева. В этот период Римский-Корсаков совместно с А. А. Ивановым, В. Л. Крейцером и В. П. Дзержковичем построил один из первых в СССР электромузыкальных инструментов «Эмиритон» (также известен как мелодин; первая модель была выпущена в 1935, восьмая ― в 1950). Будучи руководителем лаборатории струнных музыкальных инструментов, Римский-Корсаков исследовал звукообразование в клавишных, щипковых и смычковых музыкальных инструментах.
В 1940 году защитил кандидатскую диссертацию в области теории колебаний струн и дек музыкальных инструментов.
Незадолго до начала Великой Отечественной войны Андрей Владимирович перешёл на работу в Ленинградский физико-технический институт АН СССР, где занимался проблемами гидроакустики. В начале 1942 г. он был призван в ряды ВМФ СССР, где занимался разработкой и испытанием минного акустического оружия. После демобилизации вновь вернулся к академическим исследованиям в области музыкальной акустики.
С 1946 г. начинается его систематическая педагогическая деятельность: сначала в качестве доцента кафедры радиовещания и акустики в Ленинградском электротехническом институте связи, затем ― в качестве заведующего этой же кафедры и декана факультета радиотехники. В 1950 г. Андрей Владимирович защитил докторскую диссертацию и был удостоен звания профессора.
В 1955 г. Андрей Владимирович переехал в Москву и стал главой созданного им же отдела в Акустическом институте АН СССР, где проводились широкие исследования в области шумов и вибраций сложных механических конструкций, аэроакустики и гидроакустики.
Работы А. В. Римского-Корсакова и его сотрудников в области физики шумообразования струями газа и потоками, обтекающими препятствия, позволили вскрыть многие новые механизмы образования вихревого звука и звука вращения лопастей осевых вентиляторов и лопаточных колес и дать рекомендации по конструированию малошумных турбокомпрессоров и центробежных вентиляторов.
В 1960 г. Андрей Владимирович организовал кафедру электроакустики и ультразвуковой техники в Московском горном институте (сегодня – Горный институт НИТУ «МИСиС») и начал читать курсы электроакустики, акустических измерений и техники борьбы с шумами и вибрациями. На кафедре электроакустики под его руководством исследования по применению низкочастотных акустических колебаний для интенсификации технологических процессов. Он был одним из инициаторов создания лаборатории "Инфразвуковой и звуковой техники".
С 1965 г. Андрей Владимирович начал преподавать в Московском институте радиотехники, электроники и автоматики по курсу электроакустики. Там же написал монографию под названием «Электроакустика», выпустил задачник по этому курсу и поставил лабораторный практикум. 
В 1985 году стал лауреатом Государственной премии СССР в области науки и техники.
Был консультантом ряда советских фабрик музыкальных инструментов.
Римский-Корсаков — автор более 100 научных работ, в том числе, девяти монографий по основным вопросам акустики. Имел более 50 авторских свидетельств. Подготовил двадцать кандидатов наук и двух докторов наук. Выступал с докладами на международных научных конференциях в Москве, Токио, Будапеште, Мадриде, Лондоне. Представлял СССР в Международной электротехнической комиссии в качестве секретаря подкомитета «Ультразвук» и также в Международной комиссии по акустике.
За научные заслуги был отмечен орденами «Знак Почёта» и Трудового Красного Знамени, а также различными медалями.
Скончался в 2002 году.